# Ferdinandea
Ferdinandea var en ø i Middelhavet omtrent midt mellem byen Sciacca på Sicilien og den italienske ø Pantelleria. Øen opstod ved et vulkanudbrud i havbunden i juli 1831, og i løbet af få dage kom der så meget materiale op fra krateret, at der opstod en ø på ca. 4 km² og med en højde på ca. 65 meter.
Øen blev hurtigt genstand for territoriale stridigheder, idet flere lande var på udkig efter steder i Middelhavet, hvor der kunne etableres flådebaser. De første til at gøre krav på øen var Kongeriget Napoli, der gav den navnet Ferdinandea efter kongen, Ferdinando II. Kort tid efter gjorde imidlertid også både England og Frankrig krav på øen, og alle tre lande sendte skibe til øen for at plante deres flag. Kong Ferdinando II protesterede overfor England og Frankrig, idet han mente, at international ret gav ham retten til øen; men han fik aldrig svar på sin protest.
I oktober 1831 begyndte øen imidlertid at synke i havet. Øen var skabt af et meget porøst materiale, kaldet tefrit, som ikke i længden kunne klare sig over for havets bølger. Øen blev således langsomt nedbrudt. I november 1831 var øens højde kun ca. 20 meter og i januar 1832 forsvandt den helt under havet igen. I 1846 og 1863 dukkede lidt af øen kortvarigt frem igen; men blev atter hurtigt nedbrudt af havet.
I 1968 havde den undersøiske vulkan igen et kortvarigt udbrud; men det var ikke tilstrækkeligt til at den hævede sig over havets overflade. Også i 2002 blev der registreret vulkansk aktivitet, uden at det førte til øens genopståen. Aktuelt befinder det højeste punkt på den undersøiske vulkan sig ca. 6 meter under havets overflade.
37°10′N 12°43′Ø / 37.167°N 12.717°Ø